# Estupros de guerra

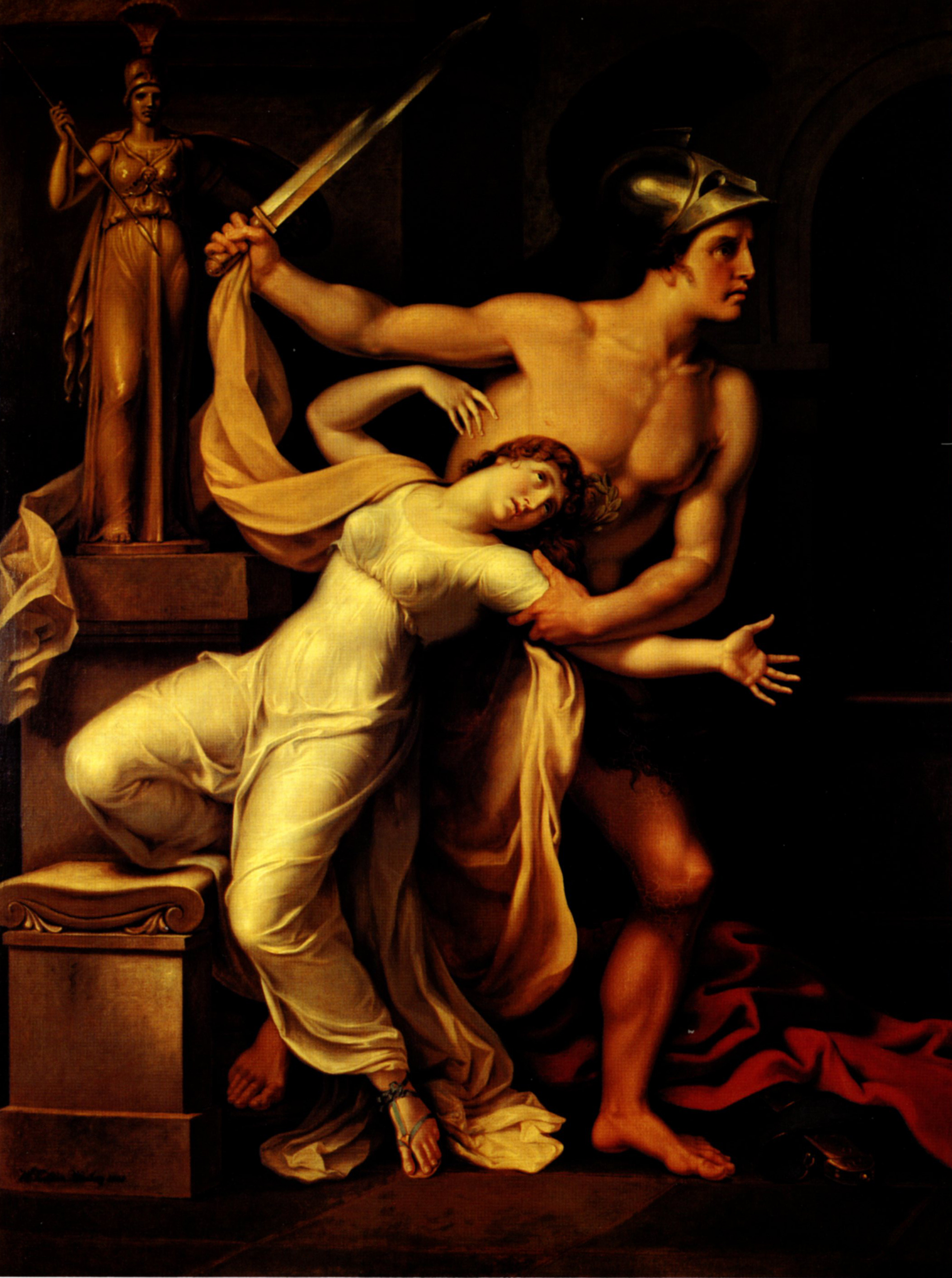
Estupro de Cassandra por Ajax no momento da queda de Troia. Óleo sobre tela de Johann Tischbein, 1806.

Estupros de guerra são violações ou outras formas de violência sexual cometidas por soldados, outros combatentes ou civis durante conflitos armados ou guerras, ou durante ocupação militar, que se distinguem das agressões sexuais e estupros entre as tropas durante o serviço militar. Também são abrangidas as situações em que homens e mulheres são forçados a se prostituir ou à escravidão sexual por uma potência ocupante, como no caso das mulheres de conforto dos japoneses durante a Segunda Guerra Mundial.
Durante a guerra e conflitos armados o estupro é frequentemente utilizado como um meio da guerra psicológica, a fim de humilhar o inimigo e minar sua moral. Violações de guerra são muitas vezes sistemáticas e exaustivas, e os líderes militares podem realmente incentivá-las. As violações de guerra podem ocorrer em uma variedade de situações, incluindo escravidão sexual institucionalizada, estupros associados a batalhas específicas ou massacres e atos individuais ou isolados de violência sexual. As violações de guerra também podem incluir estupros com objetos. Com base em uma prática generalizada e sistemática, estupro e escravidão sexual são agora reconhecidos pela Convenção de Genebra como crimes contra a humanidade e crimes de guerra.
O estupro também pode ser reconhecido como genocídio quando cometido com a intenção de destruir, no todo ou em parte, um grupo-alvo. Os instrumentos jurídicos internacionais para processar os perpetradores de genocídio foram desenvolvidos na década de 1990, com o caso Akayesu, do Tribunal Penal Internacional para o Ruanda, geralmente considerado um precedente. No entanto, até agora, esses instrumentos jurídicos têm sido usados apenas para conflitos internacionais, deixando assim o ônus da prova a quem citar a natureza internacional do conflito para que o processo continue.

## Generalidades
A primeira menção explícita ao estupro remonta à Quarta Convenção de Genebra (1949), embora não tenha sido considerada um crime de guerra grave. Os tribunais internacionais para a ex-Iugoslávia e o Ruanda permitiram que estes crimes fossem definidos com mais precisão no Direito Internacional. Em 1998, o Estatuto de Roma que define o papel do Tribunal Penal Internacional estabeleceu uma definição dos elementos que constituem o crime de violação e violência sexual em tempos de guerra ou de repressão violenta. Isto inclui prostituição forçada, gravidez forçada ou escravidão sexual. Em 2007, as Nações Unidas lançaram a Iniciativa contra a Violência Sexual em Conflitos.
Em junho de 2008, o Conselho de Segurança da ONU adoptou a Resolução 1820, que afirmava que “a violação e outras formas de violência sexual podem constituir crimes de guerra, crimes contra a humanidade ou um acto constitutivo de genocídio”. Foi a primeira resolução que reconheceu a violência sexual como uma táctica de guerra, quer quando é utilizada sistematicamente para atingir fins militares ou políticos, quer quando é utilizada de forma oportunista por razões culturais ou escondendo-se atrás da impunidade. A resolução identifica a violência sexual como uma ameaça à paz e à segurança internacionais que exige uma resposta do ponto de vista da segurança. Além disso, reconhece que estes atos “podem agravar situações de conflito armado e constituir um obstáculo à restauração da paz e da segurança”. Observa também que o estupro e outras formas de violência sexual podem constituir um crime de guerra, um crime contra a humanidade ou um acto de genocídio.
Em dezembro de 2010, foi adoptada a Resolução 1960 do Conselho de Segurança, que prevê um sistema de responsabilização para acabar com a violência sexual associada a situações de conflito. A resolução exige a elaboração de listas de agressores e relatórios anuais sobre suspeitos de cometerem ou serem responsáveis por atos de violência sexual. Além disso, prevê a recolha estratégica, coordenada e atempada de informações e a sua apresentação ao Conselho de Segurança sobre a violência sexual associada a situações de conflito, e insta os Estados a assumirem compromissos com prazos específicos para abordar a questão.

## História

### Antiguidade

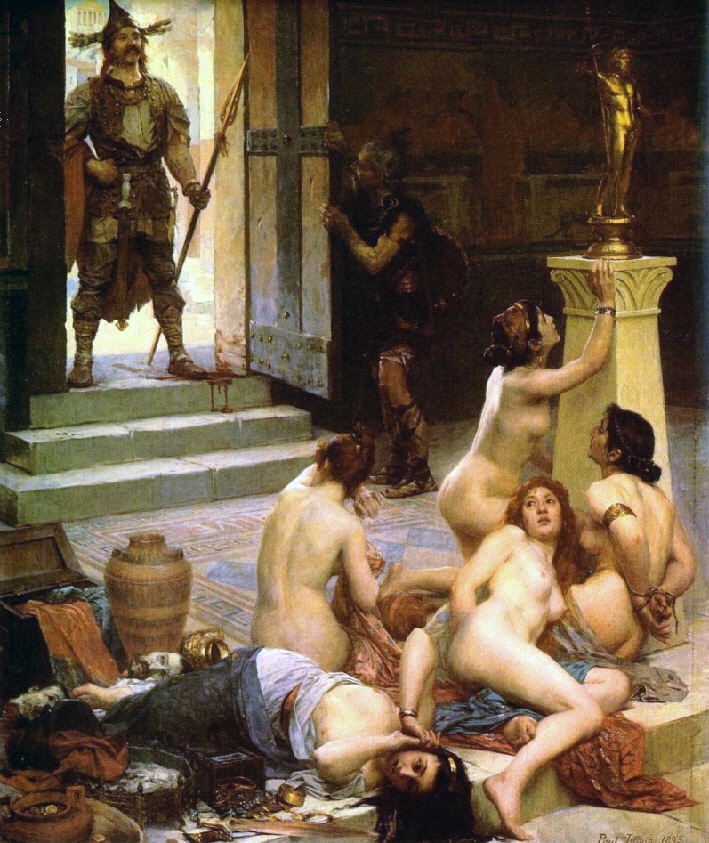
'Breno (século IV a.C.) Breno e sua parte do espólio " por Paul Jamin, 1893.

A violação tem acompanhado a guerra em praticamente todos os períodos históricos conhecidos. Desde a antiguidade é costume, que numa guerra os homens são mortos, as crianças presas e vendidas, e as mulheres e meninas são estupradas e depois distribuídas entre os soldados como os outros objetos de espólios.
Na Guerra de Troia, depois da conquista da cidade, os soldados gregos dividiram as mulheres entre si, o que conta a lenda famosa grega com a maior naturalidade. Outro exemplo famoso e legendário é o Rapto das Sabinas.
Na Grécia Antiga e Roma Antiga os exércitos foram envolvidos no estupro de guerra, o que é documentado por autores antigos, como Homero, Heródoto e Tito Lívio. As fontes antigas citam fora várias atitudes, muitas vezes contraditórias, sobre a violência sexual na guerra.

Até a Bíblia relata esses costumes. Moisés, no livro de Números, é visto dividindo as mulheres capturadas em batalha com os integrantes do exército israelita:  
"15E Moisés disse-lhes: Deixastes viver todas as mulheres? 16Eis que estas foram as que, por conselho de Balaão, deram ocasião aos filhos de Israel de transgredir contra o Senhor no caso de Peor; por isso houve aquela praga entre a congregação do Senhor. 17Agora, pois, matai todo o homem entre as crianças, e matai toda a mulher que conheceu algum homem, deitando-se com ele. 18Porém, todas as meninas que não conheceram algum homem, deitando-se com ele, deixai-as viver para vós. […]" (Números 31:15-18)
O estupro no decurso da guerra é mencionado várias vezes na Bíblia: "Porque eu ajuntarei todas as nações contra Jerusalém para a batalha, e a cidade será tomada, e as casas serão saqueadas, e as mulheres forçadas, e metade da cidade sairá para o cativeiro, mas o resto do povo não será extirpado da cidade […]" (Zacarias, 14:02) "As crianças vão estar na frente deles, as suas casas serão saqueadas e as suas mulheres violadas." (Isaías, 13:16)
Oficiais militares romanos usavam frequentemente o estupro de jovens masculinos e femininos dos povos submetidos como arma de supressão. Tácito, o historiador romano, observou que esta ocorreu durante a Revolta dos Batavos.

### Idade Média
Os viquingues, um povo principalmente da Escandinávia, que invadiu e colonizou grandes áreas da Europa a partir do final do século VIII ao início do século XI, adquiriu uma grande reputação de "estupro e pilhagem". Assentamentos viquingues na Grã-Bretanha e Irlanda se estabeleciam adquirindo esposas e concubinas da Grã-Bretanha e Irlanda, mas também de muitos outros países.
Os mongóis, que estabeleceram o Império Mongol na maior parte da Eurásia, causaram muita destruição em suas invasões. Documentos escritos durante ou após o reinado de Genghis Khan relatam o número enorme de estupros, que deixou até hoje nos povos submetidos certas características asiáticas nos traços.

### Idade moderna
Famosa pelos estupros foi a Guerra dos Trinta Anos (1618–1648) na Europa. Na Alemanha morreu no mínimo a metade da população, e a metade da população feminina foi estuprada, muitas foram estupradas por várias vezes.

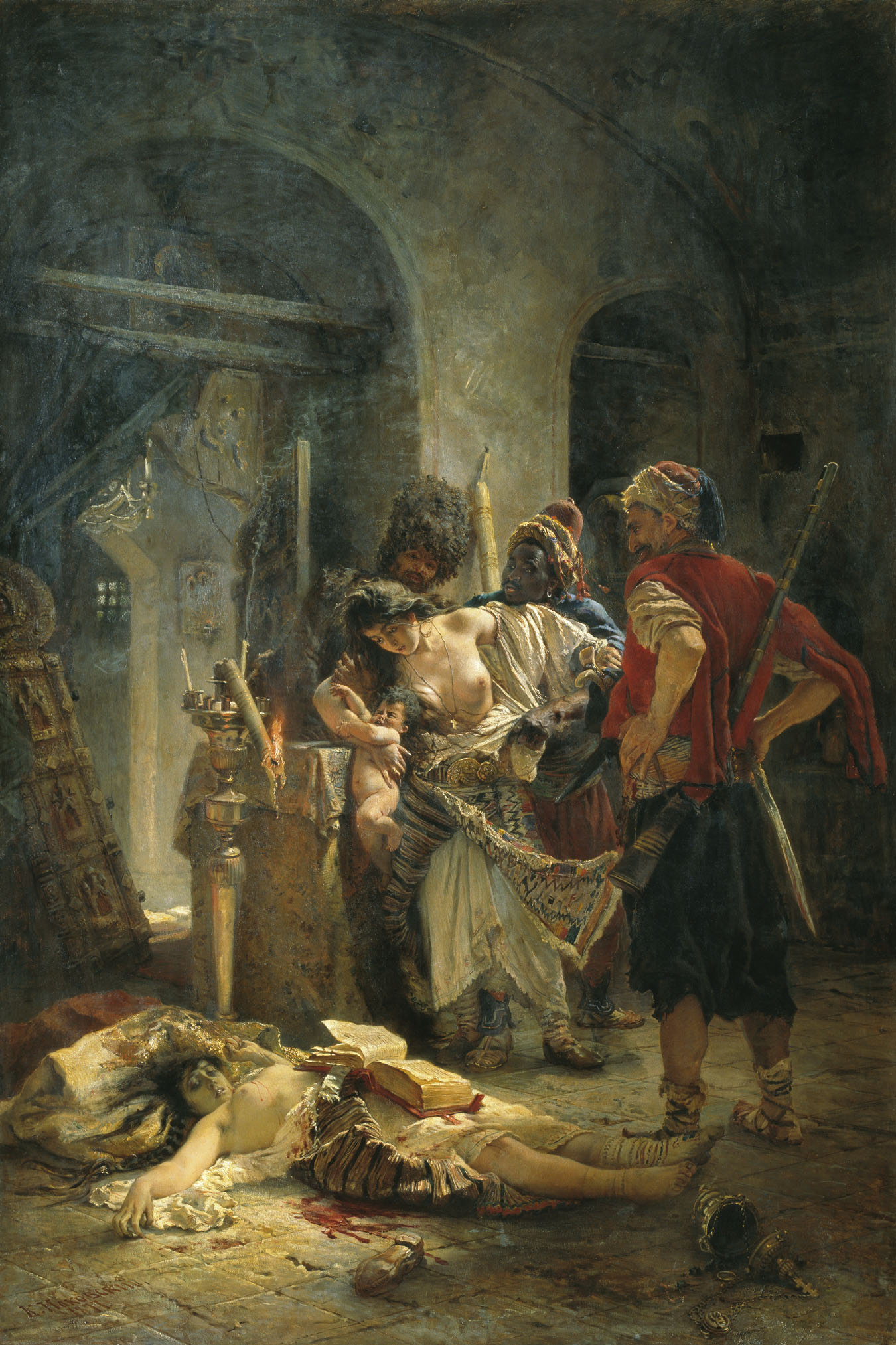
The Bulgarian Martyresses de Konstantin Makovsky (1877). Atrocidades dos Basi-bozuk na Bulgária durante a Guerra russo-turca de 1877-1878

### Séculos XX e XXI
A Turquia ou Império Otomano, porém, aproveitou a guerra para um genocídio, exterminando os armênios, um povo antigo cristão, que não teve uma independência, mas vivia na grande maioria no Império Otomano. As mulheres e meninas foram separadas dos homens e estupradas em massa. Mais de 90% delas foram mortas depois, somente algumas poucas das mais jovens e bonitas foram desviadas das matanças para serem levadas e escravizadas por turcos.

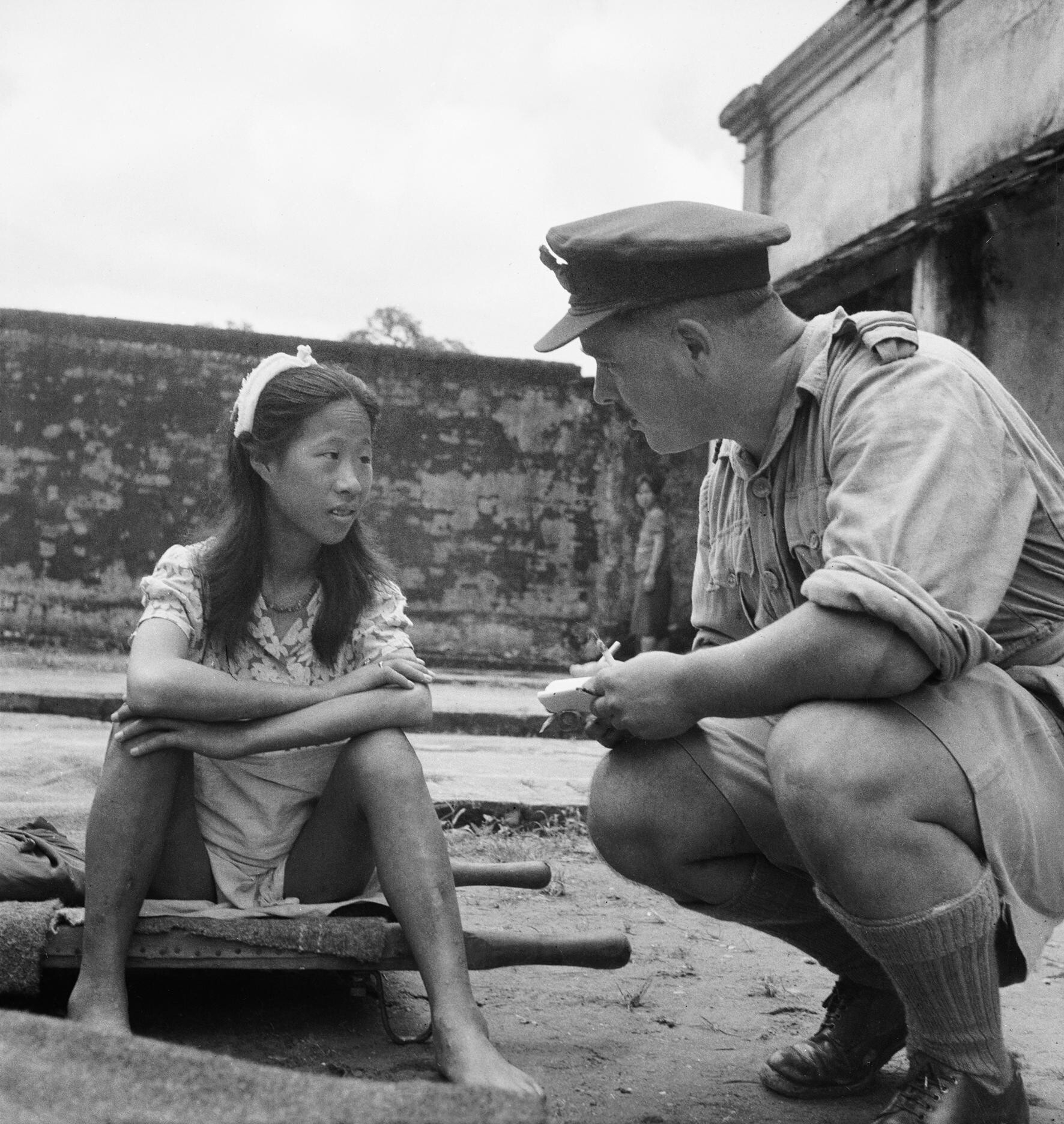
Yangon, Birmânia. 8 de agosto de 1945. Uma jovem chinesa étnica, encontrada em um dos "batalhões de conforto" do Exército Imperial Japonês é entrevistada por um oficial Aliado.

Durante a Segunda Guerra Mundial o estupro virou novamente uma arma sistemática para humilhar e aterrorizar a população. . No Massacre de Nanquim com estupros em massa, moças amarradas nuas e abusadas por muitos dias e moças estupradas por objetos até morrerem. Milhares de moças e meninas foram durante a guerra recrutadas para servirem como prostitutas forçadas em prostíbulos para soldados japoneses. Elas foram chamadas oficialmente de Mulheres de conforto, mas os soldados chamavam-nas com nomes pejorativos como "vasos higiênicos públicos". Já que elas foram forçadas e não receberam quase nada em troca todas as relações mantidas com elas são consideradas estupros. A falta completa de consciência culposa e consentimento do lado dos japoneses mostram exemplos de soldados, que se fotografaram ao lado de moças chinesas nuas amarradas com as pernas abertas, e mandaram as fotografias com orgulho para os pais deles.
Depois da Segunda Guerra os estupros viraram novamente mais populares, e em muitos conflitos foram usados sistematicamente para aterrorizar a população do outro lado e humilhar os inimigos. Como em todos os tempos os estupros e escravas sexuais servem também em lugar de pagamentos como indenização e galardão para soldados e mercenários, e muitas vezes estupradores apaixonados se ajuntam a um lado somente pela expectativa de poderem estuprar moças ou meninas sem limites. Em países muçulmanos os estupros impedem também o desenvolvimento da população do inimigo, já que nenhum muçulmano queria casar com uma moça estuprada e sem hímen. Os estupros foram, por exemplo, cometidos pelo exército de Paquistão contra Bangladesh na Guerra de Independência de Bangladesh, e depois da independência o governo de Bangladesh internou as moças estupradas em campos de concentração para não humilhar a população com a convivência com moças estupradas solteiras e não casadoiras.
Mas também os sérvios, um povo antigamente cristão, depois virando oficialmente ateu na época do governo comunista, se destacou por estupros sistemáticos contra moças muçulmanas da Bósnia e também de outras religiões na Guerra da Bósnia. A consciência de que os muçulmanos depois não mais aceitariam essas meninas, contribuiu para a popularidade dos estupros entre os soldados sérvios. Eles levaram as moças muitas vezes para campos de estupros, lugares fechados em que estupravam-nas até engravidarem. Esse exemplo virou depois popular e é imitado por muitos países africanos com guerras ou guerras civis como o Congo e Angola, entre outros.